# Diritto di cronaca
Il diritto di cronaca, o diritto d'informare, consiste nel diritto a pubblicare tutto ciò che è collegato a fatti e avvenimenti di interesse pubblico o che accadono in pubblico. Il diritto di cronaca è incluso nell'ordinamento italiano tra le libertà di manifestazione del pensiero.  
Il diritto di critica è una parte integrante del diritto di cronaca, la critica può essere esercitata nei confronti dei fatti e delle persone coinvolte. 

## Fonti normative
La funzione della cronaca è raccogliere le informazioni di pubblico interesse per poi diffonderle alla collettività. Le norme sul diritto di cronaca si applicano a chiunque descriva un avvenimento (anche se non è iscritto all'albo dei giornalisti), o un evento di pubblico interesse, attraverso qualsiasi mezzo di diffusione.

### Costituzione
La linea di demarcazione che separa il diritto di ciascuno a manifestare il proprio pensiero (riconosciuto dalla Costituzione italiana all'art. 21, e dalla Dichiarazione universale dei diritti umani all'art. 19) ed il reato di diffamazione è labile ed è stata soggetta nel tempo a numerose interpretazioni. Da una parte, il regime di circolazione "controllata" dei dati personali non deve costituire un ostacolo alla libertà di stampa; dall'altra, la libertà di manifestazione del pensiero non deve sfociare in libertà di diffamazione. Se il diritto di cronaca non fosse contemplato non si potrebbe pubblicare alcuna notizia. Qualsiasi articolo che potesse danneggiare la reputazione di qualcuno sarebbe considerato diffamazione. La giurisprudenza ha individuato tre criteri che escludono il suddetto reato: verità oggettiva, continenza ed interesse pubblico alla conoscenza del fatto. 
L'articolo 85 del regolamento 2016/679 riconosce che la tutela dei dati personali non può costituire un limite al diritto di cronaca e alla libertà di manifestazione del pensiero e che sono previste esenzioni o deroghe qualora siano necessarie per conciliare il diritto alla protezione dei dati personali con la libertà d'espressione e d'informazione.  
Il diritto di cronaca non può ledere la reputazione delle persone in modo ingiustificato, in quanto la tutela della dignità umana e della reputazione costituiscono limiti alla sua esercitazione, infatti, il diritto di cronaca non è assoluto e può essere limitato da altri diritti fondamentali, come il diritto alla riservatezza e il diritto all’immagine. Per far sì che vi sia correttezza nell’esercitazione di questo diritto vi è la necessità che non sia applicato in modo arbitrario, ma deve essere svolto in conformità con i principi di buona fede, correttezza e responsabilità. 
Anche l'ordine pubblico e il segreto di stato sono un limite alla libertà di diffondere informazioni. Nel nostro ordinamento possono essere previsti limiti alla libertà di far circolare informazioni se sono dati sensibili che mettono a rischio la sicurezza pubblica e dello stato.

### Codice penale
L'articolo 51 del Codice penale italiano inserisce il diritto di cronaca tra le cause di esclusione dell'imputabilità (esse riguardano anche il diritto di critica politica e il diritto di satira).

Non costituiscono invece cause di non punibilità i seguenti comportamenti delittuosi:
- diffondere notizie «false, esagerate o tendenziose» (art. 656 C.P.);
- diffondere atti d'indagine coperti da segreto, o alcuni atti particolari in determinate fasi processuali (artt. 114, 115 e 329 Codice di procedura penale);
- diffondere le generalità dei minorenni coinvolti in un processo (art. 114 Codice di procedura penale).

In altri casi il giornalista è vincolato alle stesse norme che riguardano qualsiasi cittadino. Ad esempio:
- è reato procacciarsi notizie che concernono segreti di Stato (art. 256 C.P.) o di cui è vietata la divulgazione (art. 262 C.P.);
- è reato procurarsi indebitamente notizie e immagini attinenti alla vita privata (artt. 617 e 617 bis C.P.);
- si configura il reato di diffamazione se una persona comunica a più persone qualcosa riguardante un'altra persona che offende la sua reputazione, a prescindere dalla verità del fatto raccontato (artt. 595, 596 e 596 bis C.P.)[6].

Un caso a parte riguarda il segreto professionale, secondo il quale i giornalisti hanno il diritto di non rivelare i nomi delle persone «dalle quali hanno avuto notizie di carattere fiduciario». Ma, diversamente dagli avvocati, dai medici e dai ministri del culto, il magistrato può ordinare loro di indicare la fonte se ciò è indispensabile ai fini della prova.
Uno dei principi che deve essere rispettato nel contesto della cronaca giudiziaria è la presunzione d'innocenza; il diritto di cronaca non può essere utilizzato come strumento per diffondere odio, discriminazione o falsità, ma deve essere improntato alla verità dei fatti e all'interesse pubblico.

### Legge ordinaria e carte deontologiche
Il diritto di cronaca non è stato previsto in alcuna norma specifica dell'ordinamento italiano. Tuttavia, esso discende direttamente, senza bisogno di mediazione alcuna, dall'art. 21 della Costituzione. Può essere inoltre desunto dall'art. 2 della legge n. 69/1963 ("Ordinamento della professione di giornalista"):
L'art. 48 della suddetta legge dispone il procedimento disciplinare per gli iscritti all'Albo che si rendano colpevoli di fatti non conformi al decoro o alla dignità professionale, o di fatti che compromettano la propria reputazione o il buon nome dell'Ordine dei giornalisti.
Negli anni successivi la categoria dei giornalisti si è sempre opposta alla limitazione dell'esercizio del diritto di cronaca, ritardando così la stesura di un codice deontologico, che ha visto la luce solamente nel 1993.
La Carta dei doveri del giornalista (1993) ha riordinato ed elencato i criteri fondamentali circa la divulgazione delle notizie. Essi sono:
1. Tutela della personalità altrui ("responsabilità del giornalista");
2. Obbligo a rettificare notizie inesatte e a riparare eventuali errori (già presente nell'ordinamento: art. 8 legge 47 del 1948, nota come Legge sulla stampa)[10];
3. Obbligo inderogabile del rispetto della verità sostanziale dei fatti;
4. Presunzione d'innocenza nelle inchieste sui reati;
5. Rispetto del segreto professionale sulle fonti delle notizie;
6. Netta distinzione tra informazione e pubblicità;
7. Tutela dei minori e dei soggetti deboli.

La legge del 31 dicembre 1996, n. 675 (cosiddetta legge sulla privacy) ha prodotto importanti conseguenze in materia di diritto di cronaca. Il principio ispiratore della legge è quello secondo cui, insieme al diritto del giornalista d'informare, meriti un'adeguata tutela anche il diritto dei cittadini a una buona informazione. Si può formalmente parlare di obbligo d'informazione con riferimento a tutti i soggetti che esercitano un servizio dichiarato pubblico dalla legge perché inteso a favore della collettività. Ad esempio, l'attività radiotelevisiva ha sempre costituito un servizio di preminente interesse generale: infatti le leggi di disciplina del sistema radiotelevisivo attribuiscono all'attività d'informazione la massima importanza. Lo stesso discorso vale per la carta stampata, dato che molti quotidiani e periodici a diffusione nazionale assolvono ad una funzione informativa indispensabile. 
Argomento della legge è la riservatezza (delle persone fisiche e giuridiche) rispetto al trattamento dei dati personali. Da una parte vi è il giornalista, che rivendica il diritto ad informare; dall'altra vi sono i soggetti coinvolti, che vogliono difendere la propria sfera di libertà personale. Affinché un diritto non limiti l'altro, la legge individua delle rispettive sfere d'influenza. In particolare:
- colui che effettua un'attività giornalistica (può essere professionale, non professionale o sporadica) è tenuto a rendere nota la propria identità, professione e la finalità della raccolta dei dati, a meno che questo possa far correre rischi per la sua incolumità o vanificare l'esito del suo lavoro;
- non è però tenuto né a chiedere all'interessato il consenso al trattamento dei dati, né l'autorizzazione al Garante per la protezione dei dati personali per poter trattare i cosiddetti "dati sensibili". A patto che il trattamento dei dati sia effettuato “nell'esercizio della professione di giornalista e per l'esclusivo perseguimento delle relative finalità”;
- per quanto attiene ai minori, invece, è prescritto il divieto assoluto di pubblicare nomi o dati che possano portare alla loro identificazione.
- è prevista la redazione di un Codice deontologico sulla privacy, che regolamenta il trattamento dei dati personali nell'esercizio dell'attività giornalistica (il codice è entrato in vigore nell'agosto 1998);
- la pubblicazione dei dati sui giornali (e su ogni altro mezzo d'informazione) dev'essere effettuata nel rispetto dei "limiti al diritto di cronaca" posti a tutela della riservatezza (in particolare, viene citato espressamente il principio di "essenzialità dell'informazione riguardo a fatti di interesse pubblico") e nel rispetto del codice di deontologia;
- sono salvaguardate le norme relative al segreto professionale dei giornalisti professionisti, limitatamente alla fonte della notizia.

I cosiddetti limiti del diritto di cronaca, cui rinvia la legge sopra illustrata, sarebbero stati individuati dalla giurisprudenza.
L'anno seguente l'emanazione della legge, il Parlamento e l'Autorità Garante per la protezione dei dati personali hanno ritenuto necessario apportare delle modifiche, che hanno riguardato due specifici aspetti: 1) il diritto di cronaca nei procedimenti penali: disapplicazione dell'art. 24, che prevedeva l'autorizzazione al trattamento dei dati solo tramite espressa disposizione di legge o provvedimento del Garante; 2) il trattamento dei “dati sensibili” (salute, orientamento politico, religioso, filosofico, vita sessuale): modifica dell'art. 25, che prevedeva in alcuni casi la richiesta del consenso dell'interessato.

La nuova formulazione è stata approvata con il decreto legislativo n.171 del 6 aprile 1998.
Il decreto legislativo n. 196 del 2003(«Codice in materia di protezione dei dati personali», che ha abrogato e sostituito la legge n. 675/96) ha introdotto nuove norme a tutela della privacy e della riservatezza dei dati personali. Scopo del decreto è stato contemperare i diritti fondamentali della persona sia con il diritto dei cittadini alla piena informazione che con la libertà di stampa. La norma prescrive che, a tutela della privacy, l'interessato debba essere preventivamente informato, anche solo oralmente, tramite un'informativa che riporti il trattamento che verrà compiuto sui suoi dati nonché gli scopi dello stesso; naturalmente egli potrà opporsi oppure fornire il proprio consenso che, tuttavia, non è obbligatorio nei casi che adempiono ad un obbligo di legge, come per esempio il diritto di cronaca.
Per quanto riguarda il campo sessuale o quello delle malattie, il Codice tutela in maniera rigida le persone comuni, ma non i personaggi famosi, recependo questa massima giurisprudenziale: “Chi ha scelto la notorietà come dimensione esistenziale del proprio agire, si presume abbia rinunciato a quella parte del proprio diritto alla riservatezza direttamente correlata alla sua dimensione pubblica” (Tribunale di Roma, 13 febbraio 1992, in Dir. Famiglia, 1994, I, 170, n. Dogliotti, Weiss). Si pensi al caso di artisti, campioni dello sport e personaggi collegabili ad eventi culturali.
A seguito dell'approvazione della Direttiva (UE) 2024/1069 sulla «protezione delle persone attive nella partecipazione pubblica da domande manifestamente infondate o procedimenti giudiziari abusivi», la materia subirà verosimilmente delle innovazioni in quanto tale direttiva europea - come tutte le Direttive - deve essere recepita nell'ordinamento italiano entro due anni.

## Sentenze della Corte di Cassazione
Fin dall'entrata in vigore della Costituzione repubblicana la Corte di cassazione è stata chiamata a contemperare la disciplina relativa alla riservatezza con la garanzia costituzionale della libertà di stampa e, più in generale con la libertà di manifestazione del pensiero. La giurisprudenza ha stabilito che i fatti che meritano di essere portati alla conoscenza della collettività devono essere filtrati in base ad un limite coscienziale del giornalista: egli deve selezionare solo gli avvenimenti che possano destare interesse pubblico.
Nel 1975 la suprema corte ha individuato i limiti ragionevoli che non deve oltrepassare chi produce notizie. Stabilendo una distinzione tra "personaggio pubblico" (sindaco, deputato, ministro) e "personaggio noto" (attore, cantante, sportivo, ecc.), ha definito come vanno trattate le due tipologie: il "personaggio pubblico" ha una sfera di riservatezza ridotta. Egli non può sottrarsi ad una verifica (anche lesiva della reputazione) cronachistica e/o critica del suo operato. Ciò non vale per il "personaggio noto": il cronista è tenuto a scrivere solo quello che riguarda il suo ambito di notorietà. L'esigenza di una maggiore conoscenza della persona nota “non può identificarsi nella morbosa curiosità che parte del pubblico ha per le vicende piccanti o scandalose, svoltesi nell'intimità della casa della persona assurta a notorietà”. In questo contesto, è utile riportare un esempio che permetta di chiarire quando è opportuno tutelare un personaggio famoso e quando, invece, alcuni atteggiamenti non gli permettono di reclamare il proprio diritto alla riservatezza. Nella cronaca scandalistica, infatti, è importante il modo in cui un giornalista apprende una determinata notizia: se ciò avviene in modo passivo, ovvero egli non ha dovuto svolgere un lavoro impegnativo e si è, ad esempio, limitato a scattare una fotografia, questo implica che il personaggio in questione non si è preoccupato di mantenere riservato il proprio comportamento e, di conseguenza, è come se implicitamente avesse dato il consenso alla pubblicazione; se, invece, l’apprensione della notizia richiede un impegno attivo del fotografo, quale può essere, ad esempio, il noleggio di un'imbarcazione o, l’adozione di determinate misure per raggiungere il personaggio noto nel luogo in cui si trova, egli in questo caso ha cercato di abbattere la barriera che il personaggio aveva eretto al fine di tutelare la propria riservatezza. Di conseguenza non si può parlare in questo caso di consenso implicito e prevale la tutela della privacy.
Negli anni ottanta la Corte di Cassazione ha fissato il punto di equilibrio tra la doverosa tutela del diritto di cronaca e l'altrettanto doverosa tutela della persona con due note sentenze: Cass. pen. 30/06/1984 (n. 8959) e Cass. civ. 18/10/1984 (n. 5259). Quest'ultima (detta anche “sentenza-decalogo”) afferma che l'esercizio della libertà di diffondere alla collettività notizie e commenti è legittimo, e quindi può anche prevalere sul diritto alla riservatezza, se concorrono le seguenti condizioni: 
- che la notizia pubblicata sia vera ("verità del fatto esposto");
- che esista un interesse pubblico alla conoscenza dei fatti riferiti in relazione alla loro attualità ed utilità sociale ("rispondenza ad un interesse sociale all'informazione", ovvero requisito della pertinenza);
- che l'informazione venga mantenuta nei giusti limiti della più serena obbiettività ("rispetto della riservatezza ed onorabilità altrui", ovvero "correttezza formale della notizia o della critica").

Se tutte queste condizioni vengono rispettate, una notizia può essere pubblicata anche se danneggia la reputazione di una persona.
Altre sentenze della Suprema Corte hanno affermato i seguenti principi generali:
- «In tema di diffamazione a mezzo stampa, l'esercizio del diritto di critica presuppone una notizia che ad esso preesista (momento che attiene ancora al diritto di cronaca), con la conseguenza che sussiste l'obbligo dell'articolista di esercitare la propria critica esclusivamente su fatti del cui nucleo fondamentale ha verificato la corrispondenza al vero»[15];
- L'interesse generale all'informazione sugli avvenimenti politici prevale sulla tutela della reputazione e legittima la critica di un fatto ancora da verificarsi, ma probabile, [se esercitata] nell'interesse della collettività[16];
- Anche «la persona non nota ha diritto al risarcimento del danno per violazione del diritto alla riservatezza, ma deve provare il pregiudizio subito»[17].

## Casi rilevanti
Diritto di cronaca e diritto alla riservatezza sono strettamente connessi ed è molto difficile capire dove si collochi la fine di uno e l'inizio dell'altro, soprattutto quando si tratta di personaggi famosi. Di seguito viene riportato un caso in cui il conflitto è stato particolarmente significativo.
"Caso Elkann"
La mattina del 10 ottobre 2005 Lapo Elkann, allora responsabile del settore marketing della Fiat, viene ricoverato d’urgenza all’ospedale Mauriziano di Torino: l'uomo è in uno stato di overdose da cocaina. In poche ore gli organi d'informazione ricostruiscono l’intera vicenda, individuandone i protagonisti. Si diffonde la notizia che Elkann è finito in overdose dopo una notte trascorsa con un gruppo di transessuali; in particolare, il quotidiano “Il Mattino” nelle edizioni del 12 e 13 ottobre parla di un “particolare abbigliamento che il signor Elkann avrebbe indossato nella notte”, mentre “Striscia la notizia” dell’11 ottobre manda in onda un servizio in cui due inviati interrogano un inquilino del condominio teatro del dramma sulle persone che Elkann era solito incontrare, sulle attività e le pratiche sessuali svolte all’interno dell’appartamento e persino sugli esborsi di denaro che Elkann avrebbe presumibilmente effettuato.
Dopo qualche mese, sulla vicenda interviene d’ufficio il Garante per la protezione dei dati personali. Il Garante ricorda che, ai sensi dell’art. 6, comma 2°, del Codice di deontologia dei giornalisti, “la sfera privata delle persone note o che esercitano funzioni pubbliche deve essere rispettata se le notizie o i dati non hanno alcun rilievo sul loro ruolo o sulla loro vita pubblica”, e che l’art. 11 dello stesso Codice impone al giornalista un maggiore rispetto della altrui vita privata quando si tratta di aspetti attinenti alla sfera sessuale. Il Garante conclude che tali servizi giornalistici “'non hanno rispettato il principio di essenzialità dell’informazione riguardo a fatti di interesse pubblico e sono risultati lesivi dei diritti e della dignità della persona interessata”. Pertanto, dispone nei confronti dei relativi editori “il divieto di diffusione, anche tramite i siti web delle testate, dei dati personali idonei a rivelare […] dettagli intimi e possibili abitudini sessuali dell’interessato”.

(Garante per la protezione dei dati personali, 12 gennaio 2006)
Il Garante ha escluso quindi la rilevanza pubblica di fatti personali privi di qualsiasi “rilievo per formulare un giudizio sulle attitudini dell’interessato in rapporto alle attività e responsabilità imprenditoriali che gli competono”. Inoltre ha contestato agli organi d'informazione la violazione degli artt. 6 e 11 del Codice deontologico dei giornalisti, che vietano la diffusione di notizie relative alla sfera privata di personaggi noti “che non hanno alcun rilievo sul loro ruolo o sulla loro vita pubblica”, con particolare riferimento alla sfera sessuale. Violazioni, queste, che impediscono di rinvenire nel caso in questione una qualsiasi “essenzialità dell’informazione riguardo a fatti di interesse pubblico”, come invece impone al giornalista l’art. 137, comma 3°, D.Lgs. n. 196/2003 (Codice in materia di protezione dei dati personali).